# کومانچروها (فیلم)
کومانچروها (انگلیسی: The Comancheros) فیلمی در ژانر وسترن به کارگردانی مایکل کورتیز و جان وین است که در سال ۱۹۶۱ منتشر شد.

## بازیگران
- جان وین
- استوارت ویتمن
- اینا بلین
- لی ماروین
- نحمیا پرسوف
- بروس کابوت
- جک ایلام
- پاتریک وین
- ادگار بیوکانان
- گرگ پالمر
- هنری دانیل
- جوآن اوبرایان
- مایکل آنسارا